# Фиер
Фиер (на албански: Fier или Fieri) е град в Албания. Фиер е с население от 55 845 жители към 2001 г. Часовата зона му е UTC+1.

## Побратимени градове
- Кливланд, Охайо, САЩ